# Collinsia multicolor
Collinsia multicolor är en grobladsväxtart som beskrevs av John Lindley och Joseph Paxton.
Collinsia multicolor ingår i släktet collinsior och familjen grobladsväxter. Inga underarter finns listade i Catalogue of Life.

## Bildgalleri

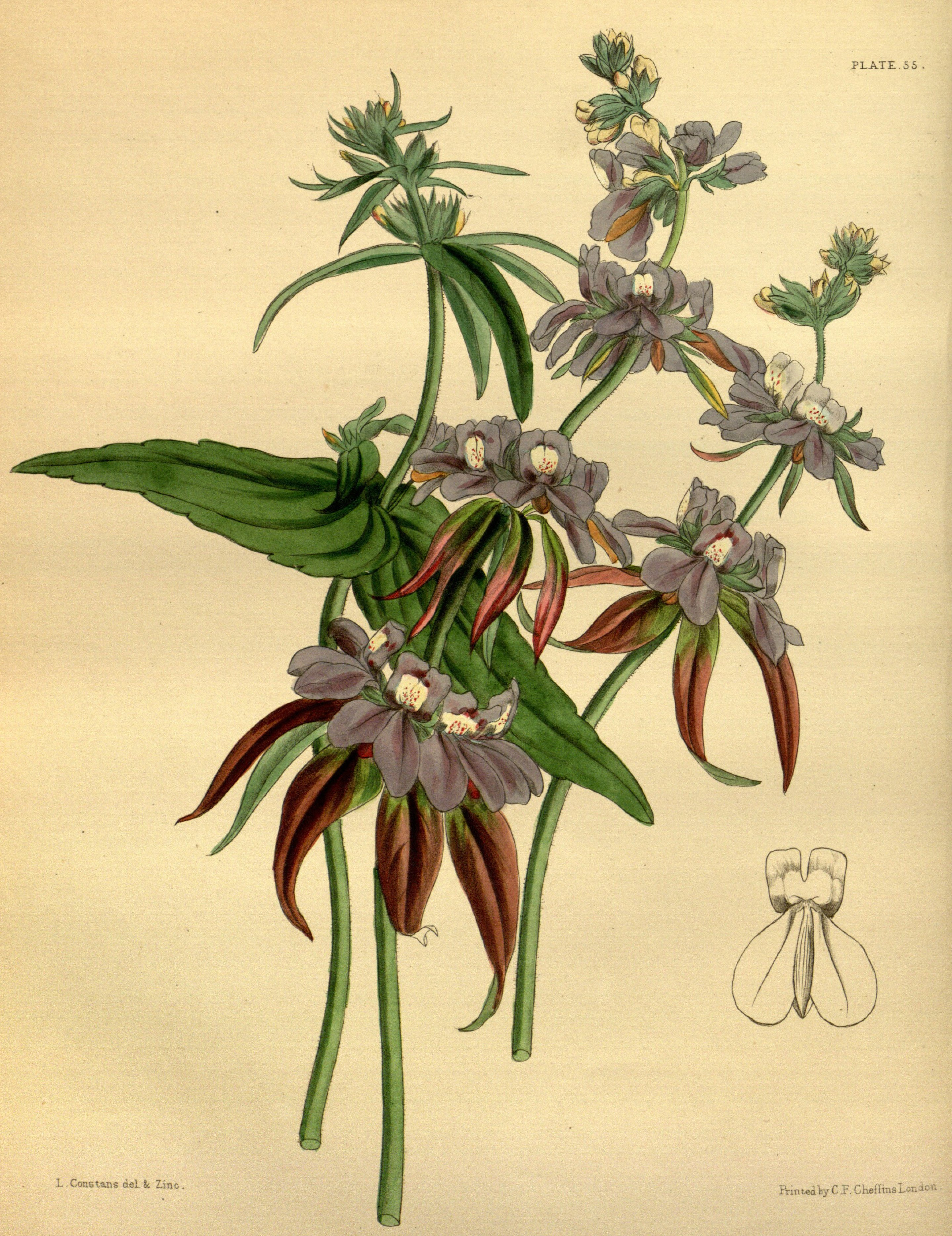